# Conus scopulicola
Conus scopulicola é uma espécie de gastrópode do gênero Conus, pertencente a família Conidae.